# Общински път SFO3611
Общински път SFO3611 се намира на територията на Община Своге, Софийска област и е част от пътната мрежа на общината. Дължината му е 8 километра, като той се отклонява от Републикански път II-16 малко преди град Своге и завършва в махала Кокелини бабки на село Лесковдол. Първите близо 3.5 километра от пътя преминават през землището на село Редина, обслужвайки някои от махалите му. 

## Изграждане на пътя
Пътят е отбелязан е още на първите издадени след Освобождението пътни карти, като в началото той бил отклонение от коларски междуселски път за Желен и водел до днешния център на Лесковдол, тогава част от село Редина. В самото начало на 20. век започва удължаване на трасето, като то бива свързано на запад с гарата в Своге, през днешния квартал „Дренов“, и продължено на изток през махала Ра̀змерица към Брезовдол и Осеновлаг, а крайната му точка била село Литаково в района на Ботевград. Работите по пътя продължавали и в годините след откриването му, както потвърждава и доклад на бившата Рединска община от 1922 година, в който се говори за трасировка на нов път, включваща засипване на стария и разширение на шосето чрез разбиване на скалите по протежението му. На пътните карти от онова време шосето, което било изключително важно за района, е отбелязвано като първокласно, част общинската пътна мрежа на страната, с обща дължина 33,2 километра. Част от пътя включвала и каменен мост, който в наши дни е самосрутил се.

Към 50-те години на картите пътят вече е отбелязван единствено до Лесковдол, като при стария каменен мост трасето завива към лесковдолските махали Валого и Кокелини бабки, вместо да продължава към Осеновлаг и Литаково. Тъй като пътят бил почвен, той често се свличал и бил засяган при проливни дъждове, поради което от Общината в Своге планирали той да бъде цялостно ремонтиран от началото на 1959 година. В първите месеци обаче строително-ремонтните дейности вървели бавно, почти изцяло заради липса на квалифицирани работници и техника. Към 1962 година са разширени около 2 километра от трасето, а през следващата година в работата се включва булдозер и започва застилането с трошенокаменна настилка. Въпреки че до края на 1966 година пътят е цялостно покрит с настилка и използваем асфалтирането е правено на етапи, вторият от които завършва през 1968 година. Продължаването със следващия етап включва строеж на нов мост и леко изместване на трасето на пътя, тъй като старият каменен мост, по който дотогава минавало шосето за Лесковдол и който бил част от някогашния път от Своге до Осеновлаг и Литаково, бил обявен за особено опасен, като дори автобусите по линията Своге-Лесковдол се налагало да обръщат при училището. Строежът на новия мост трябвало да приключи до края на 1969 година, но в действителност приключва едва през 1982 година, като дотогава се използвало старото трасе. Поради лошото качество на строителните дейности по последния етап и силно износената настилка от завършените по-рано етапи скоро се налага ново асфалтиране на шосето. Пътят към новия мост бил построен така, че вече старото и рушащо се съоръжение било неизползваемо, а достъпът до него ограничен едностранно по старото трасе - 500 метра черен път, отклоняващ се вдясно след Янкова чешма. Към 2010 година връхната конструкция на моста е самосрутила се, а в наши дни основите му са едвам забележими от растителността в близост.
- Старият мост преди да се срути, 2008 г.
- Старият мост, изглед, 2007 година
- Мостът след самосрутването, 2010 година

При поройните дъждове в началото на август 2014 година пътят остава в силно влошено състояние. Активизирани са няколко свлачища, а настилката е частично разрушена на места. През 2020 година трасето е рехабилитирано, като две години по-късно по-голямата част от свлачищата по пътя са укрепени. Цялостно обновяване на пътя е включено в инфраструктурната програма на Община Своге.

## Старият път за Лесковдол
В миналото от главния тогава път Своге - Литаково, малко след днешния център на Лесковдол, в района на махала Гребеньо̀, се отбивал 3-километров коларски път, който водел до тогавашния център на селото, недалеч от селската църквата. След промяната на междуселските граници от 1948 година центърът на село Лесковдол се измества на главния път, докато старият път става част от селската вътрешна пътна мрежа.